# سيد مقصود هاشمي
سيد مقصود هاشمي هو لاعب كرة قدم أفغاني في مركز الوسط، ولد في 1984 في كابل في أفغانستان. لعب مع نادي أردو كابل.

## وصلات خارجية
- سيد مقصود هاشمي على موقع الاتحاد الدولي (مؤرشف)  (الإنجليزية)
- سيد مقصود هاشمي على موقع ناشيونال فوتبول تيمز (الإنجليزية)